# Хандогий, Владимир Дмитриевич
Влади́мир Дми́триевич Хандо́гий (укр. Володимир Дмитрович Хандогій; род. 21 февраля 1953, Черкассы, Киевская область) — советский и украинский дипломат. Исполнял обязанности Министра иностранных дел Украины с марта по октябрь 2009 года. Первый заместитель Министра иностранных дел Украины.

## Биография
Образование: высшее, факультет международных отношений и международного права Киевского государственного университета им. Т. Г. Шевченко. Владение языками: русский, английский, французский.
Состоит в браке. Имеет дочь и сына.

## Карьера
- 1975—1976 — переводчик на строительстве металлургического завода в г. Карачи, Пакистан.

В Министерстве иностранных дел Украины:
- 1976—1979 — атташе, третий секретарь отдела печати МИД УССР
- 1979—1983 — атташе Постоянного представительства УССР при ООН
- 1983—1985 — второй секретарь отдела печати; второй секретарь отдела международных организаций МИД УССР
- 1985—1988 — первый секретарь Генерального секретариата, первый секретарь отдела Главного советника МИД УССР
- 1988—1992 — первый секретарь Постоянного представительства СССР при ООН
- 1992—1994 — советник, заместитель Постоянного представителя Украины при ООН, и. о. Постоянного представителя Украины при ООН
- 1994—1995 — начальник Управления международных организаций МИД Украины
- 1995—1998 — заместитель Министра иностранных дел Украины, Глава Национальной Комиссии Украины по делам ЮНЕСКО
- С 23 марта 1996 по 23 ноября 1998 года — представитель Украины в Исполнительном Совете ЮНЕСКО[2][3]
- С 22 октября 1998 по 11 декабря 1999 года — Чрезвычайный и Полномочный Посол Украины в Канаде[4][5]
- С 22 октября 1998 по 11 декабря 1999 года — Представитель Украины при Международной организации гражданской авиации[6][5]
- С 24 апреля 2000 по 5 августа 2005 года — Чрезвычайный и Полномочный Посол Украины в Королевстве Бельгия[7][8]
- С 24 апреля 2000 по 5 августа 2005 года — Глава Миссии Украины при НАТО (по совместительству)[7][8]
- С 14 июня 2000 по 8 июля 2002 года — Чрезвычайный и Полномочный Посол Украины в Королевстве Нидерланды[9][10]
- С 14 июня 2000 по 5 августа 2005 года — Чрезвычайный и Полномочный Посол Украины в Великом Герцогстве Люксембург[11][8]
- С 6 июля 2000 по 30 августа 2002 года — Постоянный представитель Украины при Организации по запрещению химического оружия[12][13]
- С октября 2005 по январь 2006 года — Директор Департамента НАТО
- С января 2006 по июль 2007 года — заместитель Министра иностранных дел Украины
- С 25 июля 2007 по 18 августа 2010 года — Первый заместитель Министра иностранных дел Украины[14][15]
- март 2009 — октябрь 2009 — исполняющий обязанности Министра иностранных дел Украины
- С 30 июля 2010 по 16 мая 2014 года — Чрезвычайный и Полномочный Посол Украины в Соединённом Королевстве Великобритании и Северной Ирландии[16][17]
- С 25 августа 2010 по 16 мая 2014 года — Постоянный представитель Украины при Международной морской организации (по совместительству)[18][17]
- С апреля 2015 — президент Общественной организации «Украинская ассоциация внешней политики»

Дипломатический ранг — Чрезвычайный и Полномочный Посол.
Ранг государственного служащего — Первый.